# Mezzano Passone
Mezzano Passone è una frazione del comune italiano di Corno Giovine, nella provincia di Lodi, in Lombardia.
La frazione è composta di due insediamenti, quello di sopra e quello di sotto.

## Storia
La località era un villaggio agricolo di antica origine più volte distrutto dalle piene del Po. Se l'insediamento originale, quello oggi chiamato inferiore, era sulla sponda lodigiana, una distruttiva inondazione portò a ricostruire il paese, oggi detto superiore, su quella che allora era la sponda di Piacenza, se non che un'altra alluvione deviò addirittura il corso del fiume facendo ritrovare la località sul lato padano settentrionale, senza che ciò cambiasse tuttavia i confini politici.
Fu in età napoleonica, nel 1798, che Mezzano fu annessa alla Repubblica Cisalpina, seguendo da allora le sorti lodigiane. Nel 1809 divenne frazione di Noceto.
Mezzano recuperò l'autonomia con la costituzione del Regno Lombardo-Veneto, anno 1816, e fu inserita nel distretto di Codogno della provincia di Lodi e Crema.
All'unità d'Italia, anno 1861, il comune contava 538 abitanti.
Nel 1869 Mezzano Passone venne annesso a Corno Giovine.